# Mohamed Tissir
Mohamed Tissir (ur. 27 listopada 1976) – marokański szachista i trener szachowy, mistrz międzynarodowy od 1999 roku.

## Kariera szachowa
Od połowy lat 90. XX wieku należy do ścisłej czołówki marokańskich szachistów. W latach 1996 (w Meknes), 1999 (w Casablance) i 2005 (w Tetuanie) trzykrotnie zwyciężył w indywidualnych mistrzostwach swojego kraju. Pomiędzy 1996 a 2004 rokiem trzykrotnie reprezentował narodowe barwy na szachowych olimpiadach, największy indywidualny sukces odnosząc w 2004 r. w Calvii, gdzie za wynik 7½ pkt z 9 partii (na II szachownicy) otrzymał złoty medal.
Jeden z pierwszych międzynarodowych sukcesów odniósł w 1998 r., zdobywając w Kairze tytuł wicemistrza Afryki. W 2001 r. podzielił I m. (z m.in. Nenadem Sulavą, Igorsem Rausisem, Aleksiejem Barsowem, Drazenem Sermkiem, Siergiejem Kasparowem, Aleksandrem Fominychem i Azərem Mirzəyevem) w otwartym turnieju Golden Cleopatra. W 2003 r. zajął w Kairze III m. (za Essamem El Gindy i Slimem Belkhodją) w indywidualnych mistrzostwach państw arabskich oraz zwyciężył w turnieju strefowym (eliminacji mistrzostw świata) w Zéraldzie. W 2004 r. wystąpił w pucharowym turnieju o mistrzostwo świata, przegrywając w I rundzie z Aleksiejem Driejewem, natomiast w 2007 podzielił III m. (za Danielem Camporą i Karelem van der Weide, z m.in. Kevinem Spraggettem, Josepem Manuelem Lopezem Martinezem, Aimenem Rizoukiem, Davorem Komljenoviciem i Rusłanem Pogorełowem) w Sewilli.
Najwyższy ranking w dotychczasowej karierze osiągnął 1 października 2006 r., z wynikiem 2490 punktów zajmował wówczas 2. miejsce (za Hichamem Hamdouchim) wśród marokańskich szachistów.